# Rise me
『Rise me』（ライズ・ミー）は、工藤静香の8枚目のスタジオ・アルバム。1993年4月1日発売。発売元はポニーキャニオン。

## 概要
ヒットシングル「慟哭」が収録されたオリジナル・アルバム。
1987年のデビュー以来、（工藤本人による作曲以外の）全楽曲を提供してきた後藤次利の楽曲によるアルバムは、本作が最後となった。
1曲目「さよならLONELY これっきりLONELY」は、当時ニッポン放送系で放送されていた自身のレギュラーラジオ番組『素敵にFeel so good』のエンディングテーマに使用された。
中島みゆきが書き下ろした「そのあとは雨の中」は、ポニーキャニオンから発売されているバラード・コンピレーション・アルバム『Jewel Ballads』にも収録。
「他人の街」「そのあとは雨の中」は、中島みゆきが工藤に詞のみを提供した最後の作品（作曲は後藤次利）。以降の提供作品は作曲も中島が担当するようになった。

## 収録曲
| 全作曲・編曲: 後藤次利。 |                                     |            |            |                  |      |
| #                        | タイトル                            | 作詞       | 作曲・編曲 | コーラスアレンジ | 時間 |
| 1.                       | 「さよならLONELY これっきりLONELY」 | 松井五郎   | 後藤次利   |                  | 5:14 |
| 2.                       | 「Do Done」                         | 愛絵理     | 後藤次利   |                  | 4:33 |
| 3.                       | 「渇いた花」                        | 三浦徳子   | 後藤次利   | 高尾直樹         | 4:07 |
| 4.                       | 「きみが翼をひろげるとき」          | 松井五郎   | 後藤次利   | 高尾直樹         | 5:57 |
| 5.                       | 「他人の街」                        | 中島みゆき | 後藤次利   |                  | 4:27 |
| 6.                       | 「Gong」                            | 三浦徳子   | 後藤次利   |                  | 4:18 |
| 7.                       | 「悲しみのOCEAN」                   | 岡田冨美子 | 後藤次利   | 高尾直樹         | 4:51 |
| 8.                       | 「HOT BODY」                        | 安藤芳彦   | 後藤次利   |                  | 4:37 |
| 9.                       | 「そのあとは雨の中」                | 中島みゆき | 後藤次利   | 高尾直樹         | 5:08 |
| 10.                      | 「慟哭」                            | 中島みゆき | 後藤次利   | 高尾直樹         | 4:45 |
| 合計時間:                | 合計時間:                           | 合計時間:  | 合計時間:  | 47:57            |      |